# A Vida Depois do Tombo
A Vida Depois do Tombo é um documentário brasileiro de quatro episódios que explora a retomada da carreira de Karol Conká após a sua saída da vigésima primeira temporada do reality show Big Brother Brasil com a maior rejeição da história do reality. A série foi dirigida por Patrícia Carvalho e Patricia Cupello e lançada no Globoplay em 29 de abril de 2021.

## Premissa
A série documental acompanha a retomada da carreira da rapper Karol Conká, após sua saída com a maior rejeição da história do Big Brother Brasil, superando os participantes Nego Di e Viih Tube, da mesma temporada, com a porcentagem astronômica de 99,17% de rejeição.

## Elenco
- Karol Conká
- Jorge Oliveira, filho
- Ana Oliveira, mãe
- Cadelis MC, ex-marido e rapper
- Lumena Aleluia, amiga
- Lucas Penteado, ator
- KondZilla
- Eliane Dias

## Produção

### Antecedentes
Em 19 de janeiro de 2021, Karol foi confirmada como uma das 20 participantes da vigésima primeira temporada do reality show Big Brother Brasil, da TV Globo. Nas quatro semanas em que permaneceu no reality, a cantora protagonizou diversas polêmicas com os participantes Lucas Penteado, Juliette Freire, Carla Diaz, Arcrebiano Araújo e Camilla de Lucas. Conká foi eliminada do programa em 23 de fevereiro, tendo recebido 99,17% dos votos, sendo o maior recorde de rejeição da história do programa.
Após a saída do Big Brother Brasil 21, Karol aproveitou a sua participação em diversos programas da TV Globo para se desculpar pelos seus erros e atitudes. Segundo a rapper, ela ficou mergulhada na soberba, avaliando suas atitudes como deprimentes e perturbadoras.

### Anúncio e lançamento
Em 11 de abril de 2021, o Globoplay anunciou uma série documental sobre a saída da cantora do programa. O anúncio da série foi feito durante o intervalo da final da Supercopa do Brasil, na TV Globo, durante a chamada, a cantora diz: "Depois do tombo, a gente faz o quê? A gente levanta!". O título da série se remete a música "Tombei", lançada em 2015 e que virou hit na época.
Gravada ao longo de 25 dias que se seguiram à eliminação de Karol do BBB 21, a série conta com entrevistas da cantora, de familiares e assessores. A série documental foi lançada em 29 de abril de 2021 pelo Globoplay.

## Episódios

### Resumo
| Temporada | Temporada | Episódios | Episódios | Originalmente lançado |
| --------- | --------- | --------- | --------- | --------------------- |
|           | 1         | 4         | 4         | 29 de abril de 2021   |

### 1.ª Temporada (2021)
| N.º | Título           | Dirigido por                         | Escrito por                      | Exibição original   |
| --- | ---------------- | ------------------------------------ | -------------------------------- | ------------------- |
| 1 | "O cancelamento" | Patrícia Carvalho & Patricia Cupello | Valéria Almeida & Malu Vergueiro | 29 de abril de 2021 |
| Depois da eliminação, Karol Conká se dá conta das consequências de suas atitudes fora da casa. Bil é convidado para falar da relação dos dois. Será que ele perdoa Karol?  |                  |                                      |                                  |                     |
| 2 | "Realidade"      | Patrícia Carvalho & Patricia Cupello | Valéria Almeida & Malu Vergueiro | 29 de abril de 2021 |
| Conká questiona sua equipe que durante o BBB não trabalhou de forma ideal suas redes sociais. Polêmicas ressurgem, haverá outra Karol nos bastidores? Lumena admite erros. |                  |                                      |                                  |                     |
| 3 | "Ruptura"        | Patrícia Carvalho & Patricia Cupello | Valéria Almeida & Malu Vergueiro | 29 de abril de 2021 |
| Os abalos provocados em sua família durante o BBB. Conflitos com ex-produtores são revelados. Carla é convidada para passar a limpo a briga com Karol na casa.             |                  |                                      |                                  |                     |
| 4 | "O Pai"          | Patrícia Carvalho & Patricia Cupello | Valéria Almeida & Malu Vergueiro | 29 de abril de 2021 |
| Karol fica cada vez mais abalada. Lembranças do passado explicariam as agressões a Lucas? Em busca de um sentido para a vida, Karol pede perdão para Lucas.                |                  |                                      |                                  |                     |

## Recepção

### Audiência
O documentário foi um sucesso imediato de audiência, atingindo um recorde histórico de consumo do Globoplay em um único dia. Em sua estreia, a produção acumulou por volta de 716 mil horas assistidas, passando a ser o programa com maior audiência diária do Globoplay.